# Pauline Bremer
Pauline-Marie Bremer, född 10 april 1996 i Ossenfeld, är en tysk fotbollsspelare som spelar i Olympique Lyonnais samt i Tysklands damlandslag. Fram till 2015 spelade hon flera år i Turbine Potsdam. Hon började ursprungligen i ett juniorlag i Göttingen.
Bremer gjorde flest mål under U-19 Europamästerskapen 2013.